# 竜安区
竜安区（りゅうあん-く）は中華人民共和国河南省安陽市に位置する市轄区。

## 行政区画
- 街道:田村街道、彰武街道、文昌大道街道、文明大道街道、太行小区街道、中州路街道
- 鎮:竜泉鎮、馬投澗鎮、善応鎮
- 郷:東風郷、馬家郷